# Stazione di Pescara Tribunale
La stazione di Pescara Tribunale è una fermata ferroviaria, posta sulla ferrovia Adriatica, a servizio dell'omonimo quartiere della città di Pescara.

## Storia
La fermata di Pescara Tribunale venne attivata il 9 dicembre 2007.

## Strutture e impianti

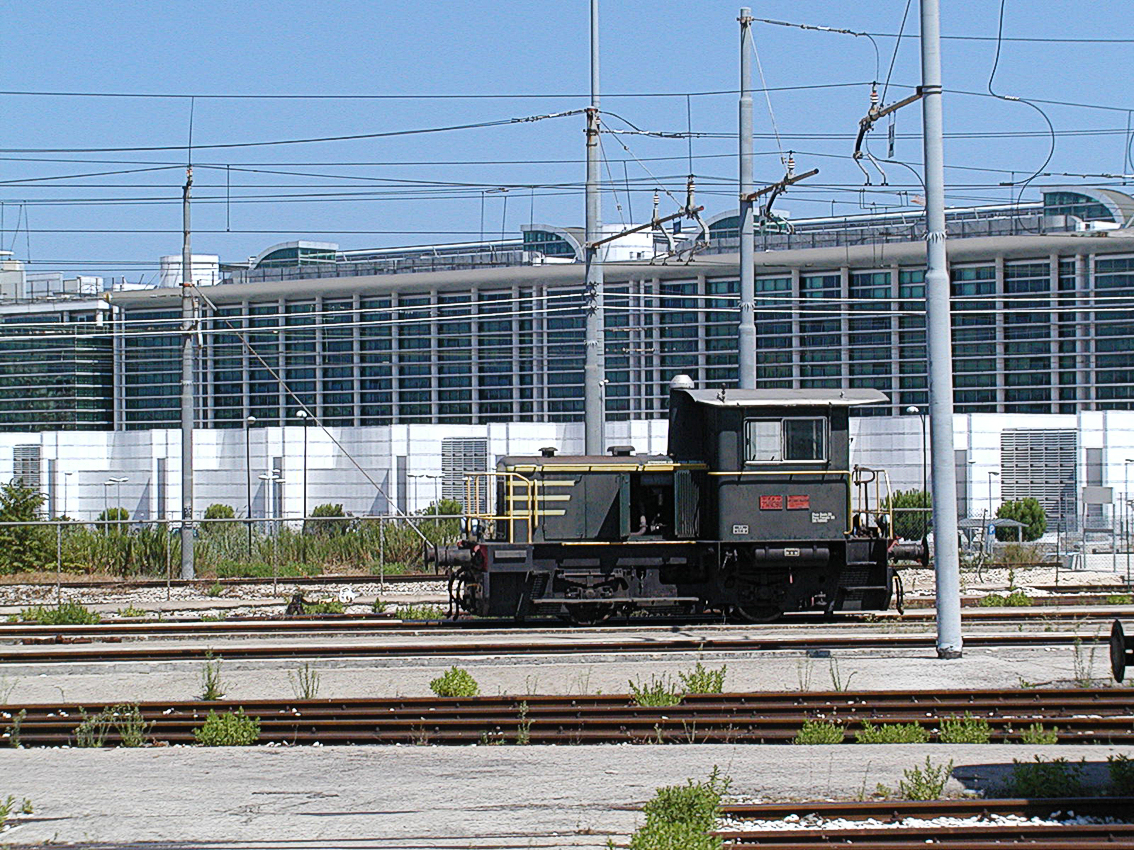
Il tribunale di Pescara visto dal piazzale binari

## Movimento
La fermata è servita esclusivamente da treni regionali gestiti da Trenitalia e Trasporto Unico Abruzzese.
Al 2007, l'impianto risultava frequentato da un traffico giornaliero medio di 180 persone.

## Servizi
La stazione dispone di:
- Biglietteria automatica

## Interscambi
- Fermata autobus